# Rakousko na Zimních olympijských hrách 2006
Rakousko na Zimních olympijských hrách 2006 v Turíně reprezentovalo 73 sportovců, z toho 55 mužů a 18 žen. Nejmladším účastníkem byl Viktor Pfeifer (18 let, 275 dní), nejstarším pak Wolfgang Pernera (38 let, 155 dní). Reprezentanti vybojovali 23 medailí, z toho 9 zlatých 7 stříbrných a 7 bronzových.

## Medailisté
| Medaile | Jméno                                                          | Sport              | Disciplína                   |
| ------- | -------------------------------------------------------------- | ------------------ | ---------------------------- |
| Zlato   | Michaela Dorfmeisterová                                        | Alpské lyžování    | sjezd – ženy                 |
| Zlato   | Michaela Dorfmeisterová                                        | Alpské lyžování    | super G – ženy               |
| Zlato   | Benjamin Raich                                                 | Alpské lyžování    | obří slalom – muži           |
| Zlato   | Benjamin Raich                                                 | Alpské lyžování    | slalom – muži                |
| Zlato   | Andreas Linger Wolfgang Linger                                 | Saně               | dvojice                      |
| Zlato   | Christoph Bieler Felix Gottwald Michael Gruber Mario Stecher   | Severská kombinace | družstvo K95/4x5 km          |
| Zlato   | Felix Gottwald                                                 | Severská kombinace | sprint                       |
| Zlato   | Thomas Morgenstern                                             | Skoky na lyžích    | velký můstek (K120)          |
| Zlato   | Andreas Kofler Martin Koch Thomas Morgenstern Andreas Widhölzl | Skoky na lyžích    | družstvo mužů (K120)         |
| Stříbro | Reinfried Herbst                                               | Alpské lyžování    | slalom – muži                |
| Stříbro | Nicole Hospová                                                 | Alpské lyžování    | slalom – ženy                |
| Stříbro | Hermann Maier                                                  | Alpské lyžování    | super G – muži               |
| Stříbro | Marlies Schildová                                              | Alpské lyžování    | kombinace – ženy             |
| Stříbro | Michael Walchhofer                                             | Alpské lyžování    | sjezd – muži                 |
| Stříbro | Felix Gottwald                                                 | Severská kombinace | jednotlivci – muži           |
| Stříbro | Andreas Kofler                                                 | Skoky na lyžích    | velký můstek (K120)          |
| Bronz   | Hermann Maier                                                  | Alpské lyžování    | obří slalom – muži           |
| Bronz   | Alexandra Meissnitzerová                                       | Alpské lyžování    | super G – ženy               |
| Bronz   | Marlies Schildová                                              | Alpské lyžování    | slalom – ženy                |
| Bronz   | Rainer Schönfelder                                             | Alpské lyžování    | kombinace – muži             |
| Bronz   | Rainer Schönfelder                                             | Alpské lyžování    | slalom – muži                |
| Bronz   | Michail Botwinov                                               | Běh na lyžích      | 50 km volný styl – muži      |
| Bronz   | Siegfried Grabner                                              | Snowboarding       | paralelní obří slalom – muži |